# 자라와족
자라와족(Jarawa, Järawa, Jarwa)은 안다만 제도 남안다만섬에 사는 토착민족의 하나이다. 현재 인구는 250-350명으로 추산된다.
자라와 족은 외부인에 대해 극도의 경계심과 적개심을 가지고 있기 때문에 그들의 문화나 언어, 생활양식 등 전반적인 사항은 거의 알려지지 않았다. 안다만 제도의 대부분 지역은 인도정부의 통제, 보호 하에 있어 외부인의 출입이 통제되고 있지만, 안다만의 다른 종족인 옹게인과는 달리 인도정부의 관리들마저도 격렬한 저항 때문에 쉽게 접근하지 못한다. 자라와라는 단어는 "적"이나 "화난 사람들"이란 뜻의 아카베아어(현재 사멸한 대안다만어족 언어)이다. 다만 1990년대 이후 외부와의 접촉이 잦아지고 있다. 현재 오직 센티넬 섬에 사는 센티넬족만이 자라와 족보다 더 고립된 생활을 유지하고 있다.

## 역사
자라와 족은 다른 안다만족들과 더불어 지구상에서 가장 고립된 종족 중 하나로, 선사시대에 안다만 제도로 이주해 온 이후에 외부와 접촉없이 생활해 왔다. 그러나 1800년대 인도가 영국의 통제 하에 들어가자 영국인들이 안다만 제도로 인도인과 미얀마의 카렌족을 이주시킴으로써 주로 안다만 제도 대 안다만 섬의 남부에 살던 자라와 족들은 섬의 서쪽 해안가로 밀려나게 되었다. 이후 1970년대 인도정부가 섬 한가운데 숲에 도로를 지으면서 자라와 족에게 위기가 닥쳤다. 밀렵꾼 등 외부인이 들어오고 도로 때문에 외부인과 자라와 족 사이의 접촉빈도가 높아지자, 질병에 대한 면역력이 없는 자라와 족에게 질병이 퍼지기 시작했다. 1998년에는 심각한 홍역이 유행하기도 하였다.
2001년에 인도정부는 NGO단체의 압력에 따라 자라와족 재정착계획을 그만두고, 도로를 폐쇄하도록 명령했다. 그러나 도로는 여전히 개방상태이며 밀렵문제도 계속되고 있다. 2006년에 다시 한 번 홍역이 퍼졌다.

## 같이 보기
- 안다만 제도
- 자라와어
- 옹게족